# Torymus interruptus
Torymus interruptus é uma espécie de insetos himenópteros, mais especificamente de vespas parasíticas pertencente à família Torymidae.
A autoridade científica da espécie é Gijswijt, tendo sido descrita no ano de 2000.
Trata-se de uma espécie presente no território português.